# Ismail Samani
Ismail Samani, Ismail Somoni, también Ismail ibn Ahmad o Isma'il ibn Ahmad, (f. en noviembre de 907) fue el emir samánida de Transoxiana y del Gran Jorasán. Durante su reino el Imperio samánida se constituyó en potencia regional. Era hijo de Ahmad ibn Asad y descendiente de Saman Khuda, quien fundó la dinastía y renunció al zoroastrismo para adoptar el islam. Su reino se caracterizó por la extensión de la fe musulmana, convirtiendo a Bujará en un polo del mundo islámico, atrayendo a sabios, artistas, y doctores en leyes de toda la región.
La divisa tayika, el somoni, fue nombrada en su honor, lo mismo que la más alta montaña de Tayikistán y de la entonces Unión Soviética, el pico Ismail Samani.